# Coryanthes verrucolineata
Coryanthes verrucolineata is een orchidee die van nature voorkomt in Peru